# 2021年—2022年馬達加斯加饑荒
馬達加斯加南部，在2021年中因嚴重乾旱導致數十萬人（其中一些人估計超過 100 萬人）遭受糧食不安全或饑荒之苦。一些組織將這種情況歸因於氣候變化的影響以及該國對2019年冠狀病毒大流行的處理。

## 背景
馬達加斯加經常暴露在惡劣的極端天氣和氣候事件中。從1980年到2013年，馬達加斯加經歷了63次重大自然災害，包括颶風、洪水、嚴重乾旱、地震、流行病和達“聖經比例的蝗災”。2020年，聯合國兒童基金會很早就表達了對馬達加斯加營養不良的擔憂，估計有42%的五歲以下兒童營養不良。截至2021年6月，馬達加斯加南部地區遭受了40年來最嚴重的乾旱。由於該地區的人們多是小農，依靠自己的農業和自產糧食為生，使情況進一步惡化。2021年6月下旬，聯合國世界糧食計劃署負責人大衛·比斯利警告說，該地區正在遭受“災難性”饑餓，世界糧食計劃署已要求立即提供7860萬美元的援助。另一位世界糧食計劃署官員表示，這種情況是他一生中見過的第二嚴重的糧食危機，僅次於1998年在加扎勒河（今南蘇丹）發生的饑荒。
杜克大學護理學院於2021年6月進行的一份早期報告發現，由於香草市場波動和自然災害，馬達加斯加北部薩瓦地區四分之三的香草種植者也遭受糧食不安全的困擾，這可能表明糧食危機正在蔓延到馬達加斯加其他地區。

## 原因和事件
馬達加斯加南部的糧食危機的歸因於通常發生在11月和12月的降雨不足，世界銀行表示氣候變化使情況惡化。世界糧食計劃署進一步報告了COVID-19大流行在該國關閉市場並阻止移民工人找到工作。
截至2021年6月下旬，世界糧食計劃署報告稱，75%的兒童已經輟學，乞討或覓食。水資源也短缺人們移動超過15公里去尋找水源(當地人以樹葉和野生仙人掌果實為食)。
當地媒體稱，在馬達加斯加南部地區的250萬人口中，約有120萬人已經遭受糧食不安全，另有40萬人處於饑荒的危急境地，

## 反應
一些機構和政府已承諾幫助馬達加斯加抗擊饑餓和糧食危機。馬達加斯加政府已請求聯合國世界糧食計劃署提供支持，説明114萬馬達加斯加人處於饑荒邊緣。二十國集團領導人還討論了這一情況，並承諾採取更多措施協助世界饑餓人口和應對氣候變化，義大利外交部長路易吉·迪馬約就此問題舉行了會議。G20還宣佈了「馬泰拉宣言」，呼籲為糧食不安全做更多工作。美國駐馬達加斯加大使邁克爾·佩爾蒂埃和馬達加斯加總統安德里·拉喬利納宣佈，於6月承諾額外提供4000萬美元的援助，以抗擊馬達加斯加南部的饑餓。大使還要求政府幫助其人民。韓國政府已承諾向馬達加斯加提供20萬美元的人道主義援助。